# Tonga na Mistrzostwach Świata w Lekkoatletyce 2019
Tonga na Mistrzostwach Świata w Lekkoatletyce 2019 – reprezentacja Tonga podczas Mistrzostw Świata w Dosze liczyła 1 zawodnika, który nie zdobył medalu.

## Występy reprezentantów Tonga
| Konkurencja            | Zawodnik                 | Eliminacje | Eliminacje | Runda 1  | Runda 1 | Półfinał | Półfinał | Finał    | Finał   |
| Konkurencja            | Zawodnik                 | Rezultat   | Pozycja    | Rezultat | Pozycja | Rezultat | Pozycja  | Rezultat | Pozycja |
| ---------------------- | ------------------------ | ---------- | ---------- | -------- | ------- | -------- | -------- | -------- | ------- |
| Bieg na 100 m mężczyzn | Ronald Lawrence Fotofili | 11,06      | 16.        | NQ       | NQ      | NQ       | NQ       | NQ       | NQ      |